# José Peris Aragó
José Peris Aragó (* 21. August 1907 in Alboraya; † 9. November 2003 ebenda) war ein spanischer Plakatkünstler und Maler.
Peris Aragó war Student der Kunstschule „San Carlos“ in Valencia und kämpfte im spanischen Bürgerkrieg auf Seiten der Republikaner. Als Mitglied der Alianza de Intelectuales Antifascistas schuf er etliche Plakate politischen Inhaltes. Nach dessen Ende begann er, für die Filmproduktionsgesellschaft CIFESA mit der Anfertigung von Plakatmotiven. Bis zum Ende seiner Karriere konnte er so über 500 Filmposter entwerfen.
Daneben malte Peris Aragó v. a. Stillleben und Naturszenen. Das Kulturhaus seines Heimatdorfes wurde nach ihm benannt.